# Быкогорка
Быкого́рка — хутор в Предгорном районе (муниципальном округе) Ставропольского края России.

## Название
Хутор Быкогорка назван по имени горы Бык у подножия которой он расположен.

## География
Хутор Быкогорка расположился на западном склоне горы Бык (817м).
Расстояние до краевого центра: 123 км.
Расстояние до районного центра: 18 км.
Расстояние до Железноводска: 7 км.

## История
До 16 марта 2020 года хутор входил в упразднённый Пригородный сельсовет.

## Население
| 1925 | 1926 | 1989  | 2002  | 2010  | 2014  | 2021  |
| ---- | ---- | ----- | ----- | ----- | ----- | ----- |
| 179  | ↗232 | ↗1059 | ↗1203 | ↘1189 | ↗1200 | ↘1141 |

Национальный состав
- русские — 49 %
- греки — 49 %
- украинцы, белорусы, грузины, мордвины и др. — 2 %

## Инфраструктура
- Средняя общеобразовательная школа № 16[10]. Здание школы было построено 1978 году. До 1980 года в школе было 8 классов. С 1980 года действует как средняя общеобразовательная школа.
- Фельдшерско-акушерский пункт.

Улицы
| - Улица Калинина - Улица Нагорная - Улица Олега Кошевого - Улица Олимпийская | - Улица С.Короткова. - Улица Карповича. - Улица Чкалова. | - Улица С.Короткова. - Улица Карповича. - Улица Чкалова. |  |  |

## Связь
Проводной телефон и ADSL
Ставропольский филиал Ростелекома.
Сотовая связь 2G/3G
МегаФон, Билайн, МТС.

## Кладбища
В Быкогорке 2 кладбища:
- общественное открытое (ул. Лазо, 64, 1700 м от жилого дома), площадью 28 873 м²;
- закрытое (ул. Калинина), площадью 6500 м²[11].

## Археологические раскопки
Осенью 1990 года при строительстве хозяйственной постройке житель Быкогорки обнаружил большие каменные плиты. Это оказалась гробница с человеческими костями и глиняной посудой. Весной 1991 года Пятигорский археологический отряд раскопал полуразрушенный склеп. Склеп расположен у южного подножия мысообразной возвышенности, находящейся между жилой застройкой х. Быкогорка и западным склоном горы-лакколита Бык в 5 км к северо-западу от города — курорта Железноводска. В верхних слоях заполнения гробницы археологами было найдено множество человеческих костей (судя по числу нижних конечностей, не менее 26 скелетов (взрослых и детей) и находок: глиняных сосудов, бус, подвесок, железных наконечников стрел, бронзовых браслетов и др. На самом дне склепа были расчищены два человеческих скелета, ориентированных на юго-восток (без вещей). Все вещи переданы в Железноводский краеведческий музей. Археологи изучив гробницу датируют нижнее парное захоронение — IV—III вв. до н. э., а верхнее (многократное) — более поздним временем, предположительно II—I вв. до н. э.
Согласно Постановлению главы администрации Ставропольского края объявлены памятниками археологии:
| Название                                | Временной период             | Место положение                                                        |
| --------------------------------------- | ---------------------------- | ---------------------------------------------------------------------- |
| 814. Курганная группа «Быкогорская — 1» | III — II тыс. до н. э.       | 1 км юго-восточнее хутора Быкогорка, склон гряды                       |
| 815.1 Поселение «Быкогорское — 1»       | 1 пол. I тыс. до н. э.       | 300 — 350 м восточнее хутора Быкогорка, юго-западные отроги            |
| 815.2 Поселение «Быкогорское — 2»       | 1 пол. I тыс. до н. э.       | Восточная окраина х. Быкогорка западный склон горы Бык                 |
| 816. Могильник «Быкогорский — 1»        | кон. II нач. I тыс. до н. э. | Х. Быкогорка, юго-западное подножье горы Бык                           |
| 817. Могильник «Быкогорский — 2»        | V — IV вв. до н. э.          | Х. Быкогорка, юго-восточная окраина                                    |
| 818. Могильник «Быкогорский — 3»        | VIII — VI вв. до н. э.       | 300 м юго-восточнее х. Быкогорка.                                      |
| 819. Курган «Быкогорский — 2»           | III — II тыс. до н. э.       | 1,2 — 1,3 км севернее х. Быкогорка, у отрогов горы Бык                 |
| 820. Городище «Быкогорское — 1»         | I тыс. н. э.                 | Северная окраина х. Быкогорка, выступ северо-западных отрогов горы Бык |